# Godło Jemenu
Godło Republiki Jemenu – złoty orzeł z rozpostartymi skrzydłami trzymający w szponach skrzyżowane flagi Jemenu i rozwiniętą wstęgę z napisem الجمهورية اليمنية (transkrypcja: Al-Dżumhurija al-Jamanija, pol. Republika Jemenu). Na piersi orła znajduje się tarcza na której widnieje krzew kawowca i zarys starożytnej tamy w Marib.
Jest to godło od 1990 roku, czyli od zjednoczenia Jemenu Północnego i Jemenu Południowego. Tarcza nawiązuje do  herbu Mutawakkilickiego Królestwa Jemenu, przyjętego w 1956 r.

## Historyczne godła

### Jemen Północny

Herb Królestwa Jemenu 1956–1962
Godło Jemeńskiej Republiki Arabskiej 1962–1966
Godło Jemeńskiej Republiki Arabskiej 1966–1974
Godło Jemeńskiej Republiki Arabskiej 1974–1990

### Jemen Południowy
Południe miało emblemat z panarabskim „Orłem Saladyna” (podobnym do Egiptu, Iraku i dawnych symboli Libii, Syrii i Arabii Saudyjskiej

Godło Ludowej Republiki Jemenu Południowego 1967–1970
Godło Herb Ludowo-Demokratycznej Republiki Jemenu 1970–1990

### Federacja Arabii Południowej

Godło Federacji Arabii Południowej przed 1967 rokiem

### Protektorat Arabii Południowej

Godło Sułtanatu Górna Yafa przed 1967 rokiem